# Elev
Elev – miasto w Danii, w regionie Jutlandia Środkowa, w gminie Aarhus.